# Carl Sandström (läkare)
Carl Sandström, född 20 december 1896 i Östhammar, död 4 oktober 1991 i Katrineholm, var en svensk läkare och röntgenolog.
Carl Sandström var son till distriktsveterinären Carl Oscar Sandström och bror till Olof Sandström. Efter studentexamen i Gävle 1915 studerade han vid Karolinska Institutet och blev medicine kandidat 1920 och medicine licentiat 1924. 1921–1925 hade han amanuens- och underläkarförordnanden vid Serafimerlasarettets medicinska klinik och Allmänna Barnhuset. Efter att ha varit amanuens vid Serafimerlasarettets röntgeninstitut 1925–1926 var han tillförordnad läkare vid röntgenavdelningen i Umeå 1926 och 1927. 1927–1928 hade Sandström förordnanden som röntgenläkare vid Sankt Eriks sjukhus och Åsö sjukhus, och 1928–1930 var han underläkare vid Maria sjukhus röntgenavdelning. Han blev läkare vid Sankt Eriks sjukhus röntgenavdelning 1930, extra överläkare där 1932 och ordinarie överläkare 1938. Från 1943 var han även styresman för Sankt Eriks sjukhus. Sandström var sekreterare i Svenska föreningen för medicinsk radiologi 1933–1939 och var vice ordförande där från 1948. Från 1939 var han generalsekreterare i Nordisk förening för medicinsk radiologi. Sandström utgav en mängd arbeten i röntgendiagnostik och röntgenterapi, bland annat om röntgenfotografering av gallvägarna och om den röntgenologiska behandlingen av vissa smärttillstånd, framför allt i skulderregionen. Han hade ett stort intresse för konst och var från 1941 skattmästare i föreningen Nationalmusei vänner.